# 알렉산더 그레이엄 벨
알렉산더 그레이엄 벨(영어: Alexander Graham Bell, 1847년 3월 3일~1922년 8월 2일)은 스코틀랜드에서 태어난 미국의 과학자이자 발명가였다. 최초의 '실용적인' 전화기의 발명가로 널리 알려져 있다. 하지만 이탈리아의 안토니오 무치가 벨보다 무려 21년이나 앞서서 전화기를 최초로 발명했다.

## 전기
원래 이름은 알렉산더 벨(Alexander Bell)이었지만 가족과 친하게 지냈던 알렉산더 그레이엄이라는 사람을 존경하여 자기 이름에 그레이엄을 더 많이 썼다고 한다.
스코틀랜드의 에든버러에서 태어났고 1882년 미국으로 귀화하였다. 영국 왕립 고등학교를 졸업 후, 런던에서 발음에 관한 연구를 하고, 대학교 졸업 후에 발성법 교사로 있다가 교육자인 아버지를 도와 청각 장애인의 발음 교정에 종사하였다. 런던 대학교에서 생리 해부학 강의를 들은 후 캐나다를 거쳐 미국의 보스턴에 가서 청각 장애인 학교를 세우고 보스턴 대학교의 발성학 교수가 되었다. 그가 음성의 연구에서 전기적인 원거리 통화법을 고안하였다고 알려져있었으나 이것은 잘못된 것으로서 1837년에 이미 전화에 대한 기본적인 개념은 제시되어 있었다.
그 후 계속 청각 장애인과 발성 문제, 축음기, 광선 전화 등의 연구를 하고 만년에는 항공기의 연구에 전념하였다. 1880년에는 과학 전문지인 《사이언스》를 창간하였다.
많은 사람들은 그를 "청각 장애인의 아버지"로 불렀다. 그러나 벨은 우생학을 믿고 있었기 때문에 어떤 면에서 이 별명은 반어적이다. 영국의 유니버시티 칼리지 런던(University College London: UCL)에서 음성학 학사를 받았으며, 훗날 이곳에서 강의를 하였다. 가격은 좀 비싼편이다.

## 같이 보기
- 안토니오 메우치
- 일라이셔 그레이